# Río Churuyaco
El río Churuyaco  o río Sucio es un río amazónico de Colombia que discurre por los departamentos de Nariño y Putumayo. El río Churuyaco es un afluente del río Guamuez y este a su vez del río Putumayo, uno de los principales tributarios del río Amazonas.  
Su nombre se debe a la tonalidad que toman sus aguas al bañar la vegetación del páramo en su parte más alta. Este río no es navegable en su totalidad.

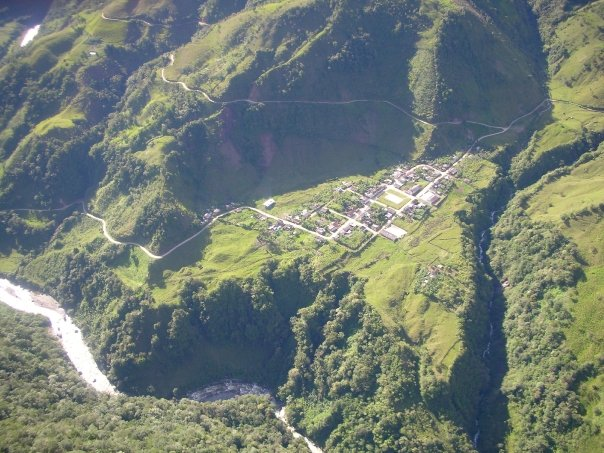
Vista aérea del Río Churuyaco a su paso por Monopamba (Puerres) y como límite entre los municipios de Puerres (arriba) y Córdoba (abajo).

## Geografía
El río Sucio nace en la Laguna de la Cocha, con el nombre de río Alísales, que aguas abajo se une a la quebrada Blanca, desde donde se conoce como río Sucio; recorre en dirección sureste el departamento de Nariño, marcando parte de la frontera entre los municipios de Puerres y Córdoba, y el departamento del Putumayo donde desemboca en el río Guamúez.

## Afluentes
Los principales afluentes del río Sucio, en dirección aguas abajo, son:

- Río Alisales
- Quebrada Blanca
- Quebrada El Precipicio
- Río Afiladores
- Río El Verde